# Rodney Dangerfield

Podpis.

Rodney Dangerfield (vlastním jménem Jacob Cohen; * 22. listopadu 1921 – 5. října 2004) byl americký komik a herec, známý též díky svým hláškám jako „I don't get no respect!“, „No respect, no respect at all... that's the story of my life“ a také „I get no respect, I tell ya“. Dangerfield hrál ve filmech jako Easy Money (1983, Orion Pictures), Caddyshack (1980, Orion) a v hlavní roli v Back to School (1986, Orion).
Mezi celebrity, které Dangerfield přímo ovlivnil mimo jiné patří: Chris Rock, Conan O'Brien či Bob Saget.

## Biografie
Dangefield se narodil do rodiny židovských vaudeville komediantů původem z Maďarska, Roye (vlastní jméno: Philip Cohen) a Dotty Teitelbaumové. Jak Dangerfield vzpomínal, jeho záletný otec většinou nebýval doma („was never home—he was out looking to make other kids“) a byla to právě jeho matka, která ho špatně vychovala. („[his mother] brought him up all wrong“).
V době, kdy Dangerfieldovi bylo 15 let, začal psát materiál standup komikům a ve svých dvaceti začal sám aktivně působit jako Jack Roy.
Dangefrield později nahrál komerčně úspěšné alba Rappin' Rodney (#36, 1983) a No Respect (#48, 1981), které získalo Grammy Award za Best Comedy Recording.

## Tvorba

### Diskografie
- What's in a Name?/The Loser  1966
- What's in a Name?/The Loser [Re-Release]  1977
- I Don't Get No Respect 	1980
- No Respect 	1981
- Rappin' Rodney 	1983
- La Contessa 	1995
- Romeo Rodney 	2005
- Greatest Bits 	2008

### Filmografie
- Caddyshack (1980) jako Al Czervik
- Easy Money (1983) jako Monty Capuletti
- Back to School (1986) jako Thorton Melon
- Ladybugs (1992) jako Chester Lee
- Natural Born Killers (1994) jako Ed Wilson
- Meet Wally Sparks (1997) jako Wally Sparks
- Casper: A Spirited Beginning (1997) jako Johnny Hunt
- Rusty: A Dog's Tale (1998) – jako Bandit the Rabbit (hlas)
- The Godson (1998) jako Rodfather
- My 5 Wives (2000) jako Monte Peterson
- Malý Nicky – Satan Junior (Little Nicky, 2000) jako Lucifer
- The 4th Tenor (2002) jako Lupo
- Back by Midnight (2002) jako Jake Puloski